# Гаррі Ґреґсон-Вільямс
Гаррі Ґреґсон-Вільямс (англ. Harry Gregson-Williams; 13 грудня 1961) — британський композитор, диригент, музичний продюсер. Народився 13 грудня 1961 року в Великій Британії. Один із найвідоміших композиторів сучасності, що поєднує в своєму стилі елементи електронної та класичної музики.

## Фільмографія

### Фільми
| Рік  | Назва                                 | Оригінальна назва                                              | Примітка                                                                                    |
| ---- | ------------------------------------- | -------------------------------------------------------------- | ------------------------------------------------------------------------------------------- |
| 1990 | Помста                                | Revenge                                                        | додаткова музика                                                                            |
| 1991 | Холодне небо                          | Cold Heaven                                                    | музичний асистент                                                                           |
| 1994 | Білий янгол                           | White Angel                                                    |                                                                                             |
| 1994 | Розбите серце                         | Broken Heart                                                   | короткометражний фільм                                                                      |
| 1995 | Готель «Парадиз»                      | Hotel Paradise                                                 | короткометражний фільм                                                                      |
| 1996 | Весь широкий світ                     | The Whole Wide World                                           | спільно з Гансом Циммером                                                                   |
| 1996 | Скеля                                 | The Rock                                                       | музичний продюсер                                                                           |
| 1997 | Снігове чуття Смілли                  | Smilla's Sense of Snow                                         | спільно з Гансом Циммером                                                                   |
| 1997 | Обманщик                              | Deceiver                                                       |                                                                                             |
| 1997 | Злодюжки                              | The Borrowers                                                  |                                                                                             |
| 1998 | Вбивці на заміну                      | The Replacement Killers                                        |                                                                                             |
| 1998 | Мураха Антц                           | Antz                                                           | спільно з Джоном Павеллом                                                                   |
| 1998 | Ворог держави                         | Enemy of the State                                             | спільно з Джоном Павеллом                                                                   |
| 1999 |                                       | The Match                                                      |                                                                                             |
| 1999 | Light It Up                           |                                                                |                                                                                             |
| 1999 | Whatever Happened to Harold Smith?    |                                                                |                                                                                             |
| 2000 | Пригоди Тигрулі                       | The Tigger Movie                                               |                                                                                             |
| 2000 | Магія Марчіано                        | The Magic of Marciano                                          |                                                                                             |
| 2000 | Втеча з курника                       | Chicken Run                                                    | спільно з Джоном Павеллом                                                                   |
| 2000 | Король джунглів                       | King of the Jungle                                             |                                                                                             |
| 2001 | Діти шпигунів                         | Spy Kids                                                       | спільно з Джоном Дебні, Денні Ельфманом, Лос Лобосом, Робертом Родрігесом та Хейтор Перейра |
| 2001 | Шрек                                  | Shrek                                                          |                                                                                             |
| 2001 | Прокат                                | The Hire                                                       | сегменти: "Powder Keg" та "Beat the Devil"                                                  |
| 2001 | Шпигунські ігри                       | Spy Game                                                       |                                                                                             |
| 2002 | Апассіоната                           | Passionada                                                     |                                                                                             |
| 2002 | Телефонна будка                       | Phone Booth                                                    |                                                                                             |
| 2003 | Синдбад: Легенда семи морів           | Sinbad: Legend of the Seven Seas                               |                                                                                             |
| 2003 | Полювання на Вероніку                 | Veronica Guerin                                                |                                                                                             |
| 2003 | Скарб Амазонки                        | The Rundown                                                    |                                                                                             |
| 2004 | Лють                                  | Man on Fire                                                    | спільно з Лізою Джеррард                                                                    |
| 2004 | Шрек 2                                | Shrek 2                                                        |                                                                                             |
| 2004 | Повернути відправнику                 | Return to Sender                                               | сегменти: "Powder Keg" та "Beat the Devil"                                                  |
| 2004 | Команда Америка: Світова поліція      | Team America: World Police                                     |                                                                                             |
| 2004 | Бріджит Джонс: Межі розумного         | Bridget Jones: The Edge of Reason                              |                                                                                             |
| 2005 | Царство небесне                       | Kingdom of Heaven                                              |                                                                                             |
| 2005 | Доміно                                | Domino                                                         |                                                                                             |
| 2005 | Хроніки Нарнії: Лев, чаклунка та шафа | The Chronicles of Narnia: The Lion, the Witch and the Wardrobe |                                                                                             |
| 2006 | Непрохані                             | The Uninvited                                                  | короткометражний фільм                                                                      |
| 2006 | Водоспад Серафима                     | Seraphim Falls                                                 |                                                                                             |
| 2006 | Змивайся                              | Flushed Away                                                   |                                                                                             |
| 2006 | Дежа вю                               | Déjà Vu                                                        |                                                                                             |
| 2007 | Число 23                              | The Number 23                                                  |                                                                                             |
| 2007 | Шрек Третій                           | Shrek the Third                                                |                                                                                             |
| 2007 | Бувай, дитинко, бувай                 | Gone Baby Gone                                                 |                                                                                             |
| 2007 | Вихор                                 | Slipstream                                                     | музийний продюсер                                                                           |
| 2008 | Ем                                    | Em                                                             |                                                                                             |
| 2008 | Заборонене царство                    | The Forbidden Kingdom                                          |                                                                                             |
| 2008 | Хроніки Нарнії: Принц Каспіан         | The Chronicles of Narnia: Prince Caspian                       |                                                                                             |
| 2008 | Джолін                                | Jolene                                                         |                                                                                             |
| 2009 | Люди-Х: Росомаха                      | X-Men Origins: Wolverine                                       |                                                                                             |
| 2009 | Захоплення підземки 123               | The Taking of Pelham 123                                       |                                                                                             |
| 2010 | Дванадцять                            | Twelve                                                         |                                                                                             |
| 2010 | Шрек назавжди                         | Shrek Forever After                                            |                                                                                             |
| 2010 | Принц Персії: Піски часу              | Prince of Persia: The Sands of Time                            |                                                                                             |
| 2010 | Місто                                 | The Town                                                       | спільно з Девідом Баклі                                                                     |
| 2010 | Некерований                           | Unstoppable                                                    |                                                                                             |
| 2011 | Життя за один день                    | Life in a Day                                                  |                                                                                             |
| 2011 | Ковбої проти прибульців               | Cowboys & Aliens                                               |                                                                                             |
| 2011 | Секретна служба Санта-Клауса          | Prince of Persia: The Sands of Time                            |                                                                                             |
| 2012 | Прометей                              | Prometheus                                                     | два треки ("Life" і "We Were Right")                                                        |
| 2012 | Я - поганий                           | I Am Bad                                                       |                                                                                             |
| 2012 | Згадати все                           | Total Recall                                                   |                                                                                             |
| 2013 | Схід                                  | The East                                                       | спільно з Галлі Котері                                                                      |
| 2013 | Містер Піп                            | Mr. Pip                                                        |                                                                                             |
| 2014 | Ненависть з відстані                  | Hate from a Distance                                           | спільно з Томом Хоу                                                                         |
| 2014 | Праведник                             | The Equalizer                                                  |                                                                                             |
| 2015 | Хакер                                 | Blackhat                                                       | спільно з Аттікус Россом                                                                    |
| 2015 | Королівство мавп                      | Monkey Kingdom                                                 |                                                                                             |
| 2015 | Марсіянин                             | The Martian                                                    |                                                                                             |
| 2015 | Вже сумую за тобою                    | Miss You Already                                               |                                                                                             |
| 2016 | Закон ночі                            | Live by Night                                                  |                                                                                             |
| 2017 | Дружина доглядача зоопарку            | The Zookeeper's Wife                                           |                                                                                             |
| 2017 | Подих                                 | Breath                                                         |                                                                                             |
| 2018 | Дикі предки                           | Early Man                                                      | спільно з Томом Хоу                                                                         |
| 2018 | Праведник 2                           | The Equalizer 2                                                |                                                                                             |
| 2018 | Мег                                   | The Meg                                                        |                                                                                             |
| 2019 | Пінгвіни                              | Penguins                                                       |                                                                                             |
| 2020 | Мулан                                 | Mulan                                                          |                                                                                             |
| 2021 | Нескінченність                        | Infinite                                                       |                                                                                             |
| 2021 | Остання дуель                         | The Last Duel                                                  |                                                                                             |
| 2021 | Дім Ґуччі                             | House of Gucci                                                 |                                                                                             |
| 2021 | Засідка                               | Al Kameen                                                      |                                                                                             |
| 2022 | Полярний ведмідь                      | Polar Bear                                                     |                                                                                             |
| 2023 | Мег 2: Западина                       | Meg 2: The Trench                                              |                                                                                             |
| 2023 | Відплата: Дорога помсти               | Retribution                                                    |                                                                                             |
| 2023 | Втеча з курника 2                     | Chicken Run: Dawn of the Nugget                                |                                                                                             |
| 2024 | Гладіатор 2                           | Gladiator 2                                                    |                                                                                             |

### Відеоігри
| Рік  | Назва                                    | Примітка                     |
| ---- | ---------------------------------------- | ---------------------------- |
| 2001 | Metal Gear Solid 2: Sons of Liberty      | спільно з Норіхіко Хібіно    |
| 2004 | Metal Gear Solid 3: Snake Eater          | спільно з Норіхіко Хібіно    |
| 2007 | Call of Duty 4: Modern Warfare           | спільно з Стівеном Бартоном  |
| 2008 | Metal Gear Solid 4: Guns of the Patriots | спільно з Норіхіко Хібіно    |
| 2014 | Metal Gear Solid V: Ground Zeroes        | спільно з Людвігом Форселлем |
| 2014 | Call of Duty: Advanced Warfare           |                              |
| 2015 | Metal Gear Solid V: The Phantom Pain     | спільно з Людвігом Форселлем |

## Нагороди
- 1999 — нагорода Американського об'єднання композиторів, письменників та видавців за мультфільм «Антц» (разом із Джоном Павелом);
- 2001 — нагорода Американського об'єднання композиторів, письменників та видавців за мультфільм «Втеча з курятнику» (разом із Джоном Павелом);
- 2005 — Satellite Award за фільм «Царство небесне»

### Номінації
- 2006 — Золотий глобус за «Хроніки Нарнії»

## Джерело
- Гаррі Ґреґсон-Вільямс на Internet Movie Database [Архівовано 6 серпня 2012 у WebCite]